# Hội chứng Việt Nam
Hội chứng Việt Nam (tiếng Anh: Vietnam syndrome) là một thuật ngữ được sử dụng phổ biến tại Mỹ, để mô tả những chấn động trong tâm lý của người Mỹ cũng như những tranh cãi nội bộ của chính giới Mỹ liên quan đến chính sách can thiệp của Mỹ vào cuộc Chiến tranh Việt Nam. Hội chứng này thể hiện qua một loạt hiện tượng về chính trị, xã hội và kinh tế như: khủng hoảng lòng tin trong nhân dân, đặc biệt là giới trẻ; phong trào phản đối chiến tranh và chống quân dịch; cảm giác mặc cảm và ám ảnh tội lỗi của nhiều cựu binh từng tham chiến tại Việt Nam; sự chia rẽ trong nội bộ nước Mỹ và mâu thuẫn sâu sắc trong giới cầm quyền, nhất là trong quá trình hoạch định chính sách đối ngoại. Ngoài ra, Hội chứng Việt Nam còn gắn liền với quá trình suy thoái kinh tế, gia tăng các tệ nạn xã hội và sự suy giảm vị thế quốc tế của Hoa Kỳ trong giai đoạn hậu chiến.

## Tên gọi
Thuật ngữ Hội chứng Việt Nam được Tổng thống Ronald Reagan sử dụng lần đầu tiên trong một bài diễn văn tại hội nghị của các cựu chiến binh Mỹ tổ chức ở thành phố Chicago vào ngày 18 tháng 8 năm 1980. Kể từ đó, thuật ngữ này nhanh chóng trở thành chủ đề gây tranh cãi trong nội bộ phe bảo thủ tại Hoa Kỳ, đặc biệt là trong việc hoạch định chính sách đối ngoại. Ban đầu, cụm từ này được sử dụng nhằm chỉ trích chính sách hòa hoãn của chính quyền Tổng thống Jimmy Carter (1977–1981). Một số học giả như Ole Holsti và James Rosenau cho rằng chính các chính sách can thiệp quốc tế của Hoa Kỳ trong thời kỳ Chiến tranh Lạnh đã góp phần làm xói mòn sự đồng thuận từ cộng đồng quốc tế đối với vai trò lãnh đạo toàn cầu của Mỹ.